# Рексем (область)
Ре́ксем (англ. Wrexham) — область в складі Уельсу. Розташована на північному сході країни. Адміністративний центр — Рексем.

## Найбільші міста
Міста з населенням понад 5 тисяч осіб:
| № | Місто           | Населення, осіб (2001) |
| - | --------------- | ---------------------- |
| 1 | Рексем          | 42 576                 |
| 2 | Брімбо          | 17 912                 |
| 3 | Рослланерчрагог | 13 246                 |
| 4 | Кевн-Мавр       | 8 098                  |
| 5 | Кодпот          | 5 783                  |
| 6 | Гресфорд        | 5 334                  |